# Campeonato Uruguaio de Futebol de 1971
O Campeonato Uruguaio de Futebol de 1971 foi a 40ª edição da era profissional do Campeonato Uruguaio. O torneio consistiu em uma competição com dois turnos, no sistema de todos contra todos, onde ao fim da primeira fase, foram divididos dois grupos com seis equipes cada. O grupo A conteve os clubes que brigaram pelo título e por uma vaga na Copa Libertadores da América de 1972. Por sua vez, o grupo B foi formado pelos times que lutaram contra o rebaixamento à Segunda Divisão. Ao final da temporada, o Nacional foi coroado campeão.

## Classificação

### Primeira fase
| Pos | Equipe        | Pts | J  | V  | E  | D  | GP | GC | SG  |
| --- | ------------- | --- | -- | -- | -- | -- | -- | -- | --- |
| 1°  | Nacional      | 32  | 22 | 12 | 8  | 2  | 42 | 17 | 25  |
| 2°  | Peñarol       | 32  | 22 | 13 | 6  | 3  | 40 | 23 | 17  |
| 3°  | Liverpool     | 29  | 22 | 10 | 9  | 3  | 31 | 16 | 15  |
| 4°  | Bella Vista   | 27  | 22 | 10 | 7  | 5  | 28 | 19 | 9   |
| 5°  | Danubio       | 25  | 22 | 10 | 5  | 7  | 24 | 25 | -1  |
| 6°  | Cerro         | 20  | 22 | 6  | 8  | 8  | 26 | 36 | -10 |
| 7°  | River Plate   | 20  | 22 | 4  | 12 | 6  | 18 | 22 | -4  |
| 8°  | Defensor      | 20  | 22 | 6  | 8  | 8  | 14 | 18 | -4  |
| 9°  | Huracán Buceo | 17  | 22 | 6  | 5  | 11 | 27 | 30 | -3  |
| 10° | Sud América   | 16  | 22 | 3  | 10 | 9  | 20 | 27 | -7  |
| 11° | Racing        | 13  | 22 | 3  | 7  | 12 | 23 | 44 | -21 |
| 12° | Central       | 13  | 22 | 2  | 9  | 11 | 21 | 37 | -16 |

|  | Disputam o título e vaga na Libertadores de 1972. |
|  | Disputam a permanência na Primeira Divisão.       |

### Segunda fase

#### Grupo A – Disputa por título e vaga na Libertadores
| Pos | Equipe        | Pts | J | V | E | D | GP | GC | SG |
| --- | ------------- | --- | - | - | - | - | -- | -- | -- |
| 1°  | Nacional      | 8   | 5 | 3 | 2 | 0 | 10 | 6  | 4  |
| 2°  | Peñarol       | 7   | 5 | 3 | 1 | 1 | 11 | 7  | 4  |
| 3°  | Liverpool     | 5   | 5 | 2 | 1 | 2 | 7  | 5  | 2  |
| 4°  | Huracán Buceo | 5   | 5 | 1 | 3 | 1 | 6  | 9  | -3 |
| 5°  | Danubio       | 3   | 5 | 0 | 3 | 2 | 2  | 4  | -2 |
| 6°  | Bella Vista   | 2   | 5 | 0 | 2 | 3 | 7  | 12 | -5 |

|  | Campeão e classificado à Libertadores de 1972. |
|  | Classificado à Libertadores de 1972.           |

#### Grupo B – Disputa contra o rebaixamento
| Pos | Equipe      | Pts | J | V | E | D | GP | GC | SG |
| --- | ----------- | --- | - | - | - | - | -- | -- | -- |
| 1°  | Central     | 8   | 5 | 3 | 2 | 0 | 10 | 4  | 6  |
| 2°  | Cerro       | 6   | 5 | 2 | 2 | 1 | 11 | 9  | 2  |
| 3°  | River Plate | 6   | 5 | 2 | 2 | 1 | 9  | 7  | 2  |
| 4°  | Sud América | 6   | 5 | 3 | 0 | 2 | 7  | 4  | 3  |
| 5°  | Defensor    | 3   | 5 | 1 | 1 | 3 | 5  | 9  | -4 |
| 6°  | Racing      | 1   | 5 | 0 | 1 | 4 | 4  | 13 | -9 |

|  | Rebaixado à Segunda Divisão. |

Promovido para a próxima temporada: Rentistas.
| Campeonato Uruguaio de 1971   |
| ----------------------------- |
| Nacional Campeão (30º título) |